# ちょうこくぐ座デルタ星
ちょうこくぐ座δ星（ちょうこくぐざデルタせい、δ Caeli、δ Cae）は、ちょうこくぐ座の恒星である。見かけの等級は5.07と、暗いが肉眼でみえる明るさである。年周視差に基づいて太陽からの距離を計算すると、およそ680光年となる。

## 特徴
ちょうこくぐ座δ星は、青白く輝くB型星で、スペクトル型はB2 IV-Vと分類され、準巨星と主系列星の中間的な性質を示す。質量は太陽の約7.6倍、半径は太陽のおよそ5.8倍と見積もられる。年齢は大体1000万年くらいで、光度は太陽のおよそ3700倍、表面の有効温度は20000 K前後である。